# 東周武公
東周武公，姓姬，原名不詳，是战国时期東周国的君主之一，為東周第三任君主，承襲東周昭文君擔任東周君主。
周赧王三十四年（前281年）楚国想联合齐国、韩国共同进攻秦国，顺便灭掉周朝。周赧王派东周武公对楚国任令尹职的昭子说：“周朝不可图。”劝说楚国放弃原先的计划。
| 前任： 東周昭文君 | 春秋東周君主 | 繼任： 東周君 |